# Nový Jičín město
Nový Jičín město (německy Neutitschein) je dopravna D3 (dříve železniční stanice) v centrální části okresního města Nový Jičín v Moravskoslezském kraji v blízkosti řek Grasmanka a Jičínka. Leží na jednokolejné neelektrizované trati Suchdol nad Odrou – Nový Jičín.

## Historie

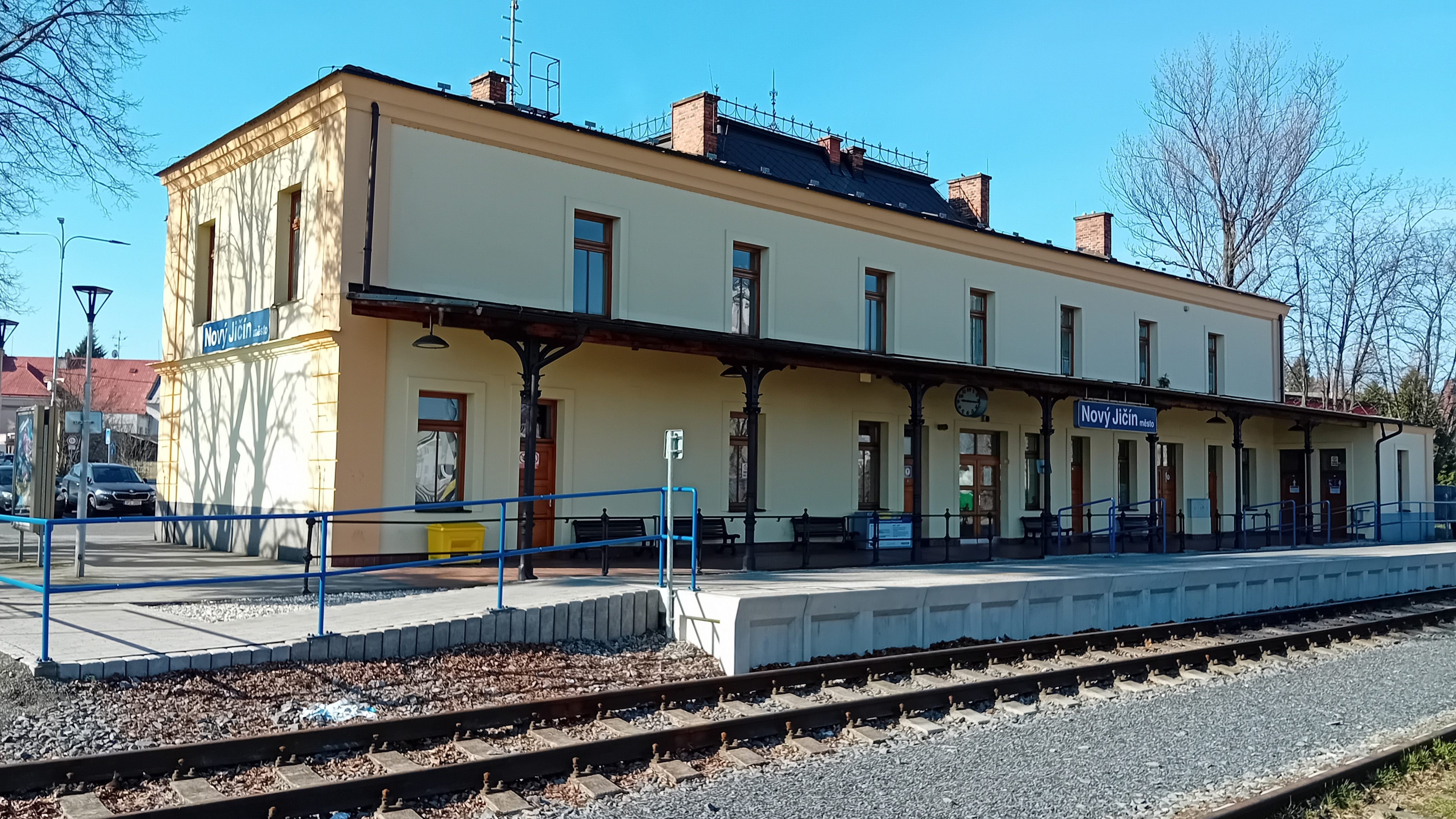
Nádražní budova v roce 2024

19. prosince 1880 otevřela společnost Novojičínská místní dráha (Neutitscheiner Lokalbahn, NLB) trať z Suchdola nad Odrou, odkud od roku 1847 vedla trať z Vídně do Krakova a slezské uhelné pánve. Nově postavená stanice v Novém Jičíně zde vznikla jako koncová stanice v eklektickém slohu. 
V roce 1891 byla zřízena telefonní a telegrafní linka mezi Novým Jičínem a Suchdolem nad Odrou.
Novojičínská místní dráha  provozovala od roku 1880-1947 lokální dráhu Nový Jičín-Suchdol nad Odrou a mezi léty 1938-1945 i dráhu Nový Jičín-Hostašovice. Po roce 1947 byla společnost zestátněna společnost Novojičínské místní dráhy.Provoz převzali Československé státní dráhy. V roce 1969 byla odstraněna secesní fasáda a nahrazena brizolitovou omítkou.A původní okna byla nahrazena luxferama. 
1. července 1994 Byla stanice Nový Jičín město přidělena pod stanici Suchdol nad Odrou. Skončila funkce přednosty stanice.[zdroj?]
6. září 2004 byl budově po generální opravě navrácen původní secesní vzhled.[zdroj?]
Nachází se zde jedno jednostranné nekryté nástupiště, k příchodu na nástupiště slouží přechod přes kolej. Z nádraží je vyvedena jedna vlečka. V roce 2015 zvítězila čerstvě zrekonstruovaná budova v soutěži Nejkrásnější nádraží roku.